# Хэнсон, Тор (биолог)
Тор Хэнсон — американский биолог и автор, писатель, защитник окружающей среды, поэт. Специализируется в области  природоохранной биологии.  Автор научно-популярных книг, в том числе, одной для детей. Регулярно публикуется в периодических изданиях.  

## Карьера
Получил степень бакалавра в университете Редлендса, степень магистра  Университета штата Вермонт и доктора философии Университета штата Айдахо. В 1990-е годы в качестве добровольца корпуса мира США работал  в Уганде. Позднее управлял проектом  лесной службы США в части туризма любителей бурых медведей  . Кроме научно-популярной литературы, публиковал научные исследования по таким темам как экология тропических лесов, фрагментация лесов, влияние войн на разнообразие видов в горячих точках, а также поведение некоторых видов обезьян и птиц. Является стипендиатом Гуггенхайма.
Отмечен Phi Beta Kappa Award in Science (2016).

## Личная жизнь
Живет в штате Вашингтон, США, с женой и сыном.